# Cophixalus australis
Cophixalus australis es una especie de anfibio anuro de la familia Microhylidae.

## Distribución geográfica
Esta especie es endémica de la zona central y sur de los trópicos húmedos de Queensland, Australia.

## Publicación original
- Hoskins, 2012 : Two new frog species (Microhylidae: Cophixalus) from the Australian wet tropics region, and redescription of Cophixalus ornatus. Zootaxa, n.º 3271, p. 1-16.[3]